# جامعة مدينة السادات
جامعة مدينة السادات، جامعة مصرية حكومية مقرها مدينة السادات شمال غرب القاهرة الكبرى، أُنشئت بموجب القرار الجمهوري بتاريخ 25 مارس 2013م. أنشئت في بادئ الأمر كفرع لجامعة المنوفية.

## المنشآت التعليمية
تضم جامعة مدينة السادات 9 كليات بمدينة السادات:
- كلية التربية الرياضية (بنين، بنات)، تأسست عام 1993؛ منذ 32 سنوات.[10]
- كلية السياحة والفنادق، تأسست عام 1997؛ منذ 28 سنوات.[11]
- كلية الطب البيطري، تأسست عام 1997؛ منذ 28 سنوات.[12]
- كلية التجارة، تأسست عام 2000؛ منذ 25 سنوات.[13]
- كلية الحقوق، تأسست عام 2001؛ منذ 24 سنوات.[14]
- كلية التربية، تأسست عام 2001؛ منذ 24 سنوات.[15]
- كلية الصيدلة، تأسست عام 2016؛ منذ 9 سنوات.[16]
- كلية التربية للطفولة المبكرة، تأسست عام 2017؛ منذ 8 سنوات.[17]
- كلية الحاسبات والذكاء الاصطناعي، تأسست عام 2020؛ منذ 5 سنوات.

وتضم كذلك معهدين بحثيين للدراسات العليا:
- معهد بحوث الهندسة الوراثية والتكنولوجيا الحيوية، تأسس عام 1995؛ منذ 30 سنوات.[18]
- معهد الدراسات والبحوث البيئية، تأسس عام 2005؛ منذ 20 سنوات.[19]

## منشآت الجامعة

### مستشفيات
يتبع الجامعة عدد 2 مستشفى بمدينة السادات تابعتين لكلية الطب البيطري، وهما:
- مستشفى التوليد والتناسل والتلقيح الاصطناعي.
- مستشفى الأمراض الباطنة والمعدية.

### المدن الجامعية
بمدينة السادات أربعة مدن جامعية، اثنان للذكور واثنان للإناث. جميهعم يعمل على مدار الساعة لخدمة الطلاب تحت إشراف مباشر من الجامعة.

### منشآت أخرى
- مركز الخدمة العامة، ويقع بالمنطقة السكنية الأولى بمدينة السادات.

## معرض الصور

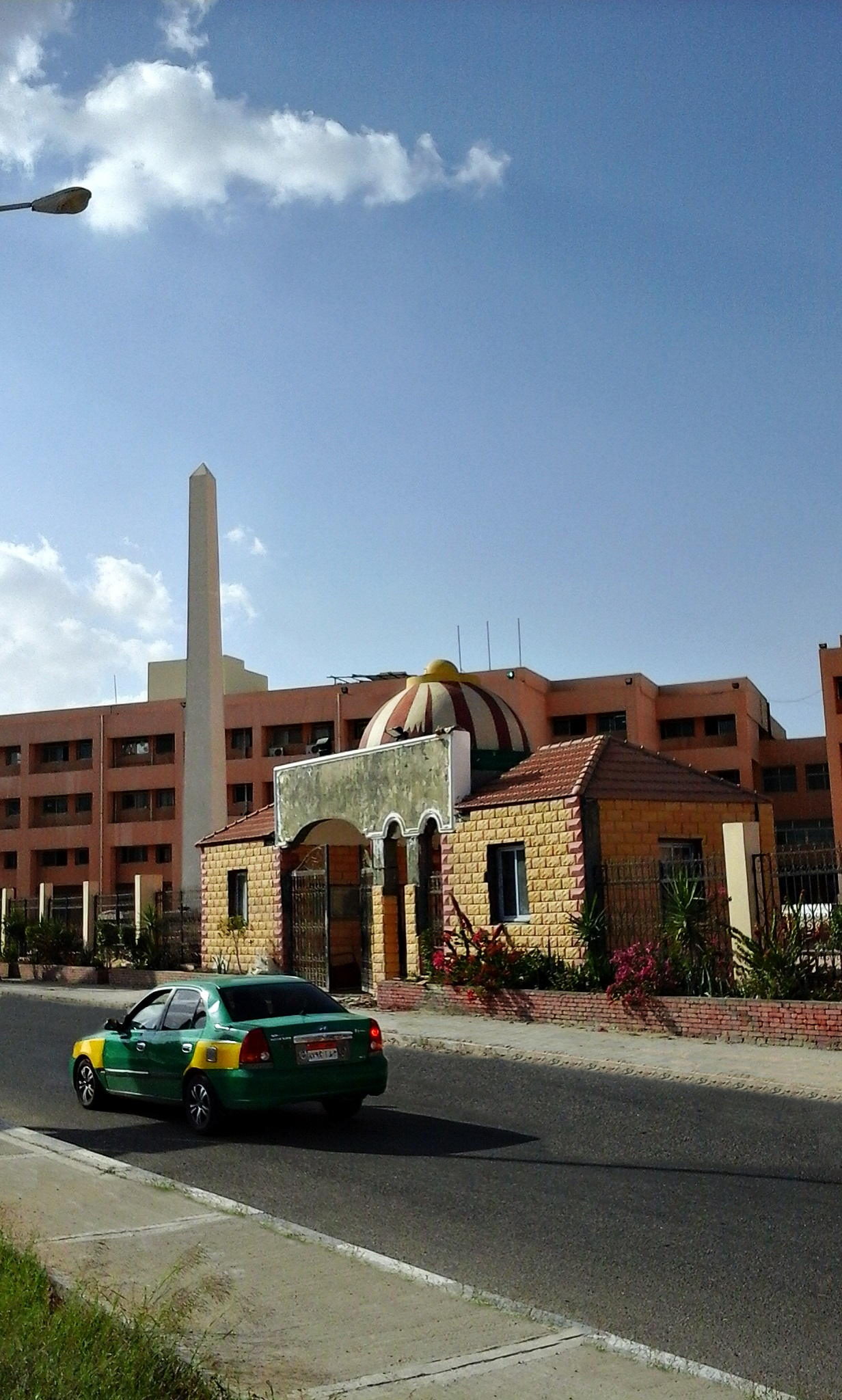
البوابة الرئيسية للجامعة.
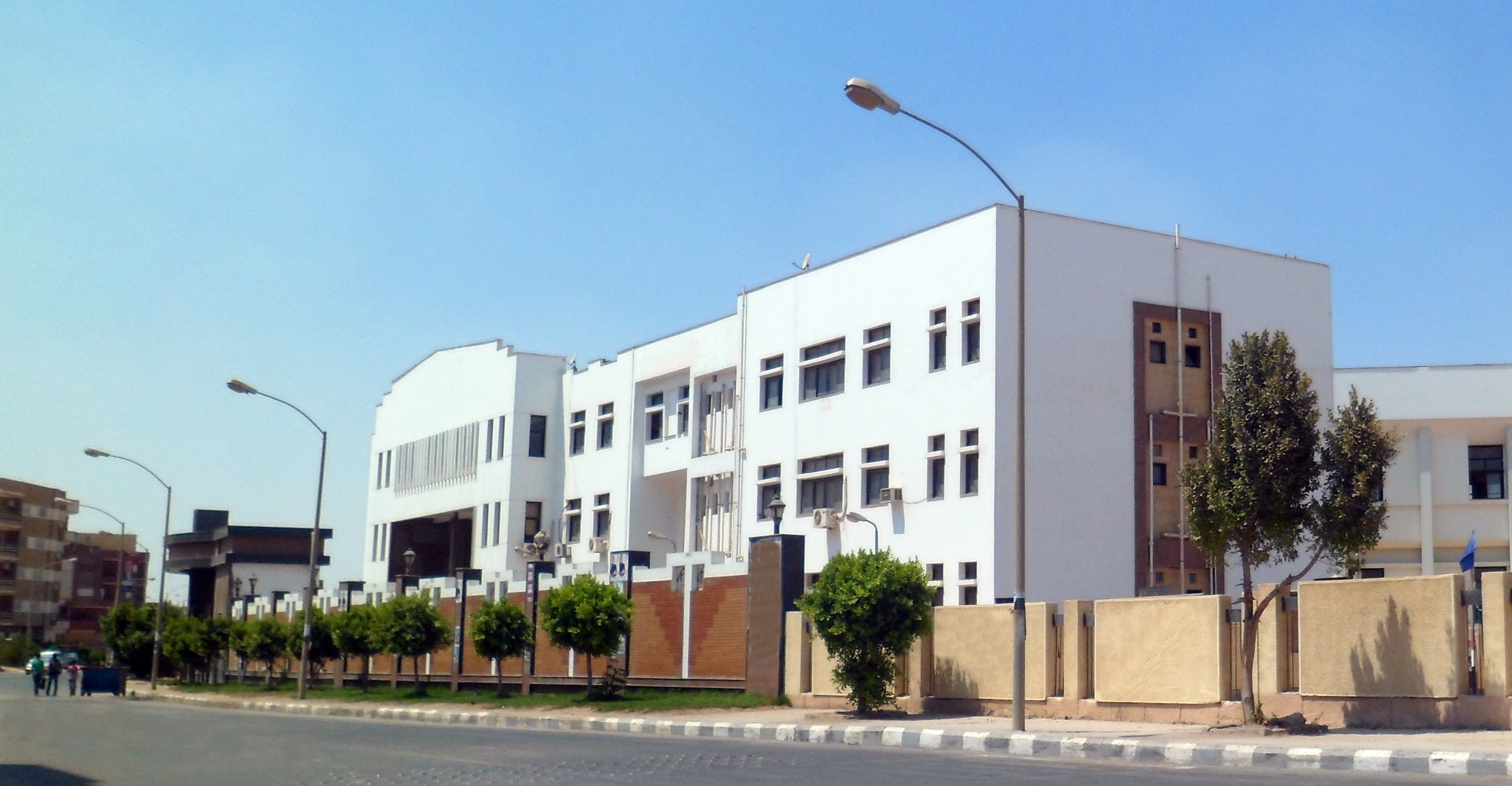
كلية التجارة بالمنطقة السكنية الحادية عشر.
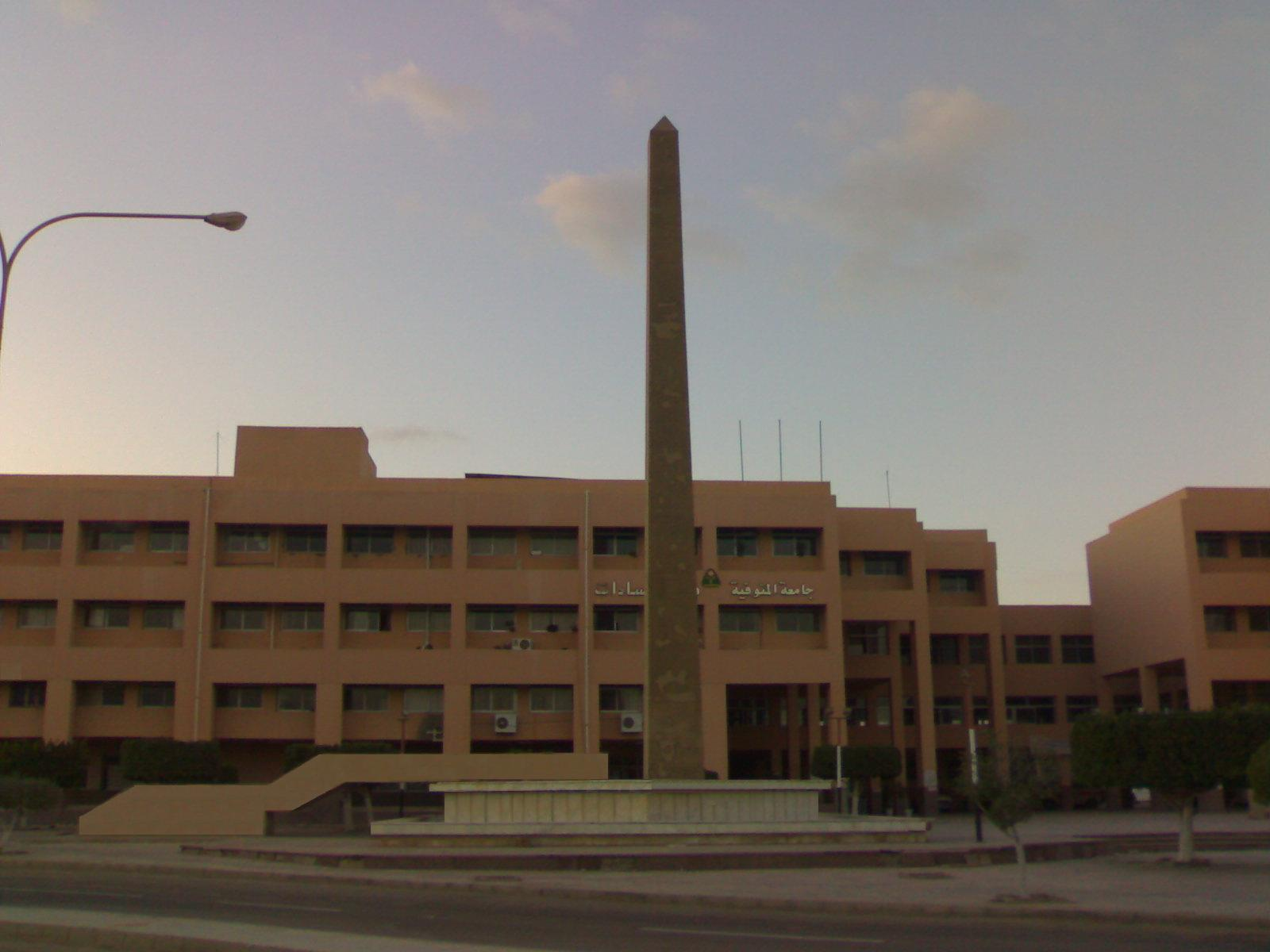
إدارة الجامعة عندما كانت فرعاً في 2008.
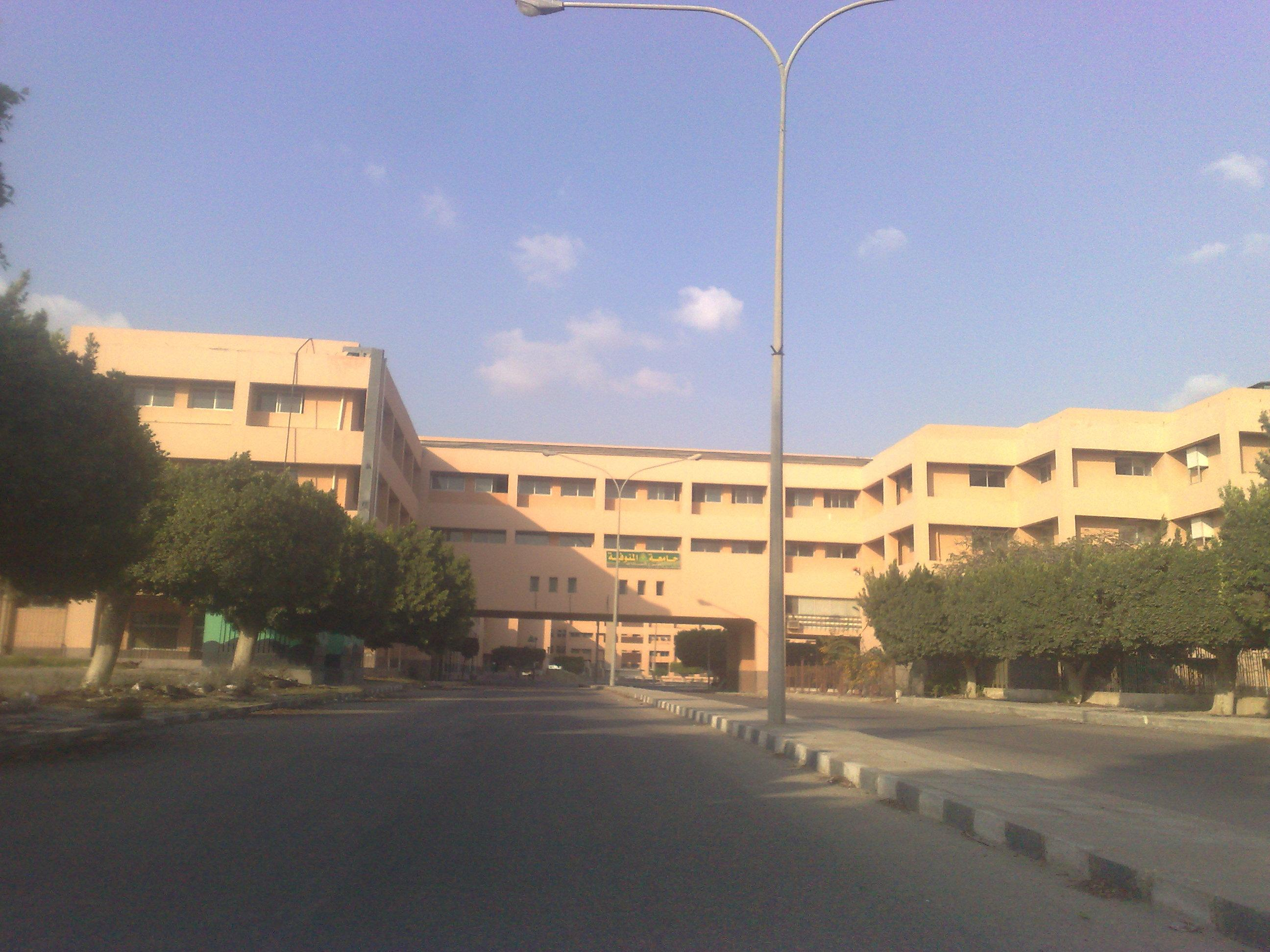
كلية الطب البيطري من الخلف.
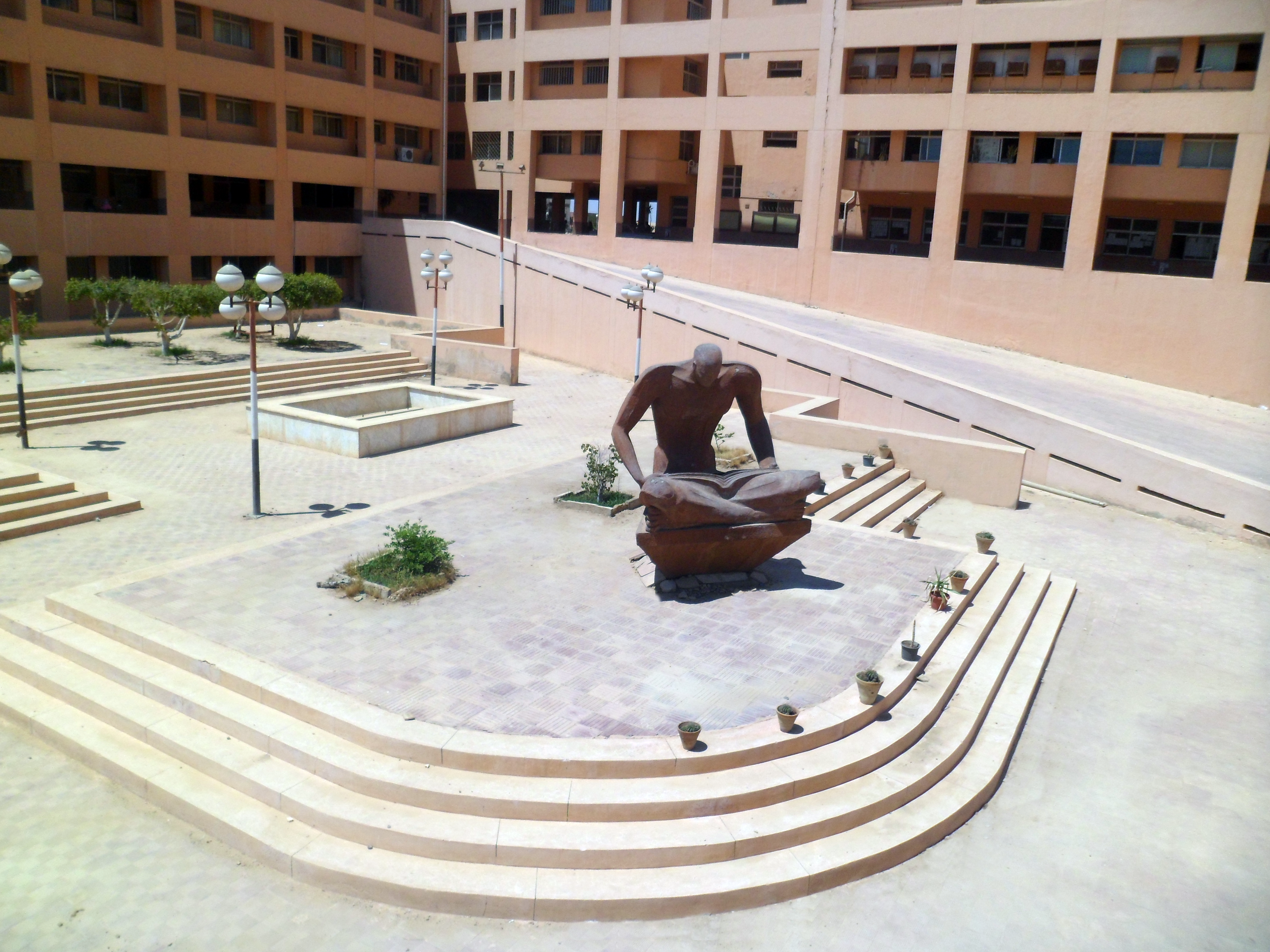
تمثال الكاتب بكلية السياحة والفنادق.